# Paramo de Sumapaz

Le paramo de Sumapaz est un paramo situé en Colombie.

## Géographie

### Topographie

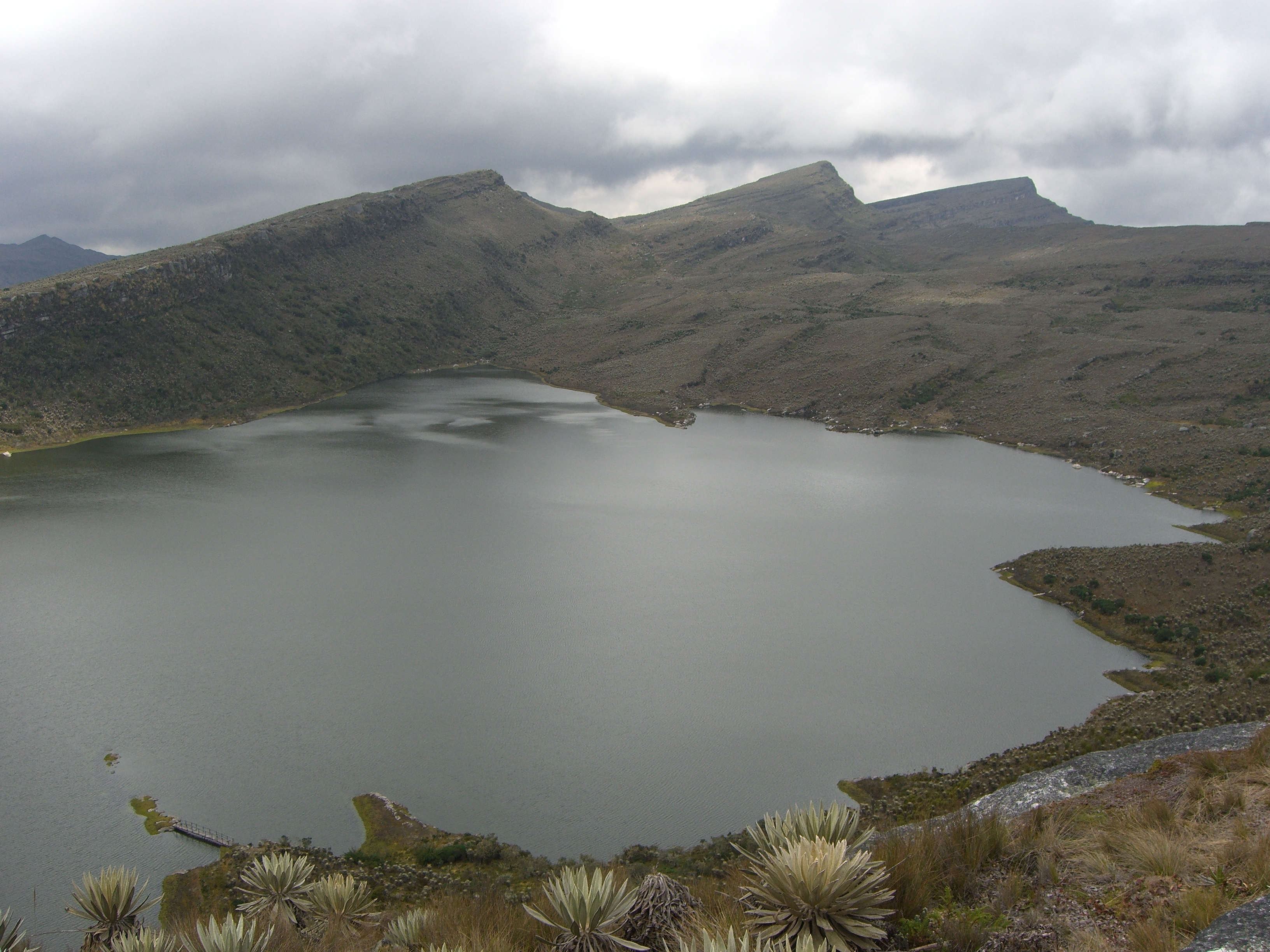
Le lac Chisacá.

L'altitude moyenne oscille entre 3 500 et 4 000 mètres. Le point culminant est le sommet du Nevado de Sumapaz (4 300 mètres). 
Sumapaz est situé entre l'Orénoque et le Río Magdalena, les deux principaux systèmes fluviaux de la Colombie, et alimente les affluents des deux bassins.  Les fortes précipitations et la flore endémique de la région, qui maintient l'humidité en agissant comme une éponge pour les eaux de pluie, contribuent à en faire un important réservoir d'eau douce, via de nombreux lacs tels la laguna de Tota ou la laguna de Chisacá.

### Géologie
La partie est de Sumapaz est fait de formations de roche métamorphique du Dévonien et de paysages alpins. Sa partie ouest est constituée de roches sédimentaires de l'Oligocène et de paysages plus doux. Les différentes étapes de glaciation du Quaternaire ont laissé de nombreux débris de glaciers et des lacs glaciaires tel la laguna de Chisaca. Durant la dernière glaciation, l'avancée du glacier dans la vallée de Tunjuelo atteignit Usme, qui aujourd'hui fait partie de la ville de Bogota.
Les sols de cette région sont acides, avec de forts taux de sodium et de potassium. C'est un sol granulaire avec une haute perméabilité favorisant la formation d'eau souterraine dans des aquifères. La composition du sol et le  températures basses contribuent une faible couche d'humus et une mauvaise décomposition de la matière organique rendant ce sol peu propice à l'agriculture.

### Climat
Le paramo de Sumapaz a un climat inhospitalier et froid, avec des températures moyennes inférieures à 10 °C (variant de -10 à 17 °C) et de rapides changements entre courtes périodes chaudes et gel. 
La moyenne annuelle des précipitations est de 700 à 1 000 mm. La saison pluvieuse dure quasiment toute l'année, sauf entre décembre et février, lorsque l'ensoleillement atteint son maximum avec un intense rayonnement ultraviolet (des adaptations telles une coloration blanche et translucide permet aux plantes locales d'y survivre).  
L'humidité est généralement haute (de 50 à 90 %).

## Biodiversité

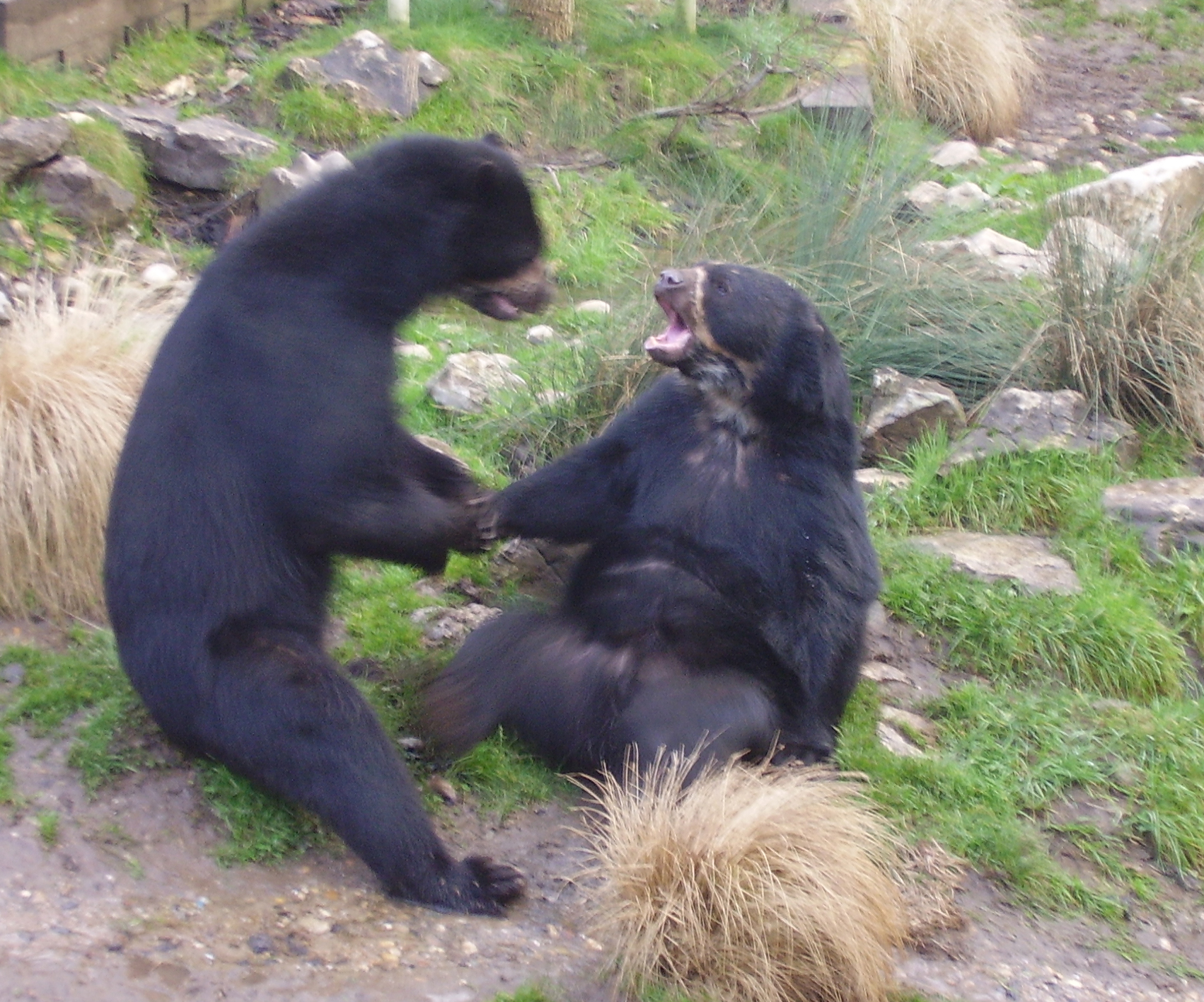
Ours à lunettes

### Faune
L'ours à lunettes vit dans Sumapaz. Les autres animaux sont le petit daguet rouge, le tapir, le coati, l'aigle royal, le merganette des torrents et le canard à queue pointue. La truite arc-en-ciel est une espèce introduite.

### Flore
Plus de 200 espèces de plantes vasculaires sont natives de la zone avec un taux substantiel d'endémisme. Les plantes les plus représentatives sont les espeletias, la plus commune étant l’espeletia grandiflora. La plus grande est l’espeletia uribei, avec des spécimens de plus de 12 mètres de hauteur. Les autres espèces sont l’espeletia algodonosa, l’espeletia banksiifolia, l’espeletia cuatrecasasii, l’espeletia formosa, l’espeletia glossophylla, l’espeletia killipii, l’espeletia picnophyla, l’espeletia schultzii et l’espeletia curialensis. Les mousses de sphaignes couvrent de larges zones de Sumapaz, augmentant la capacité du sol à retenir l'eau et les nutriments. Dans les zones de canyon, les arbres Weinmannia tormentosa et tibouchina sont les espèces dominantes. La digitale pourpre est une espèce européenne introduite, dont on ignore si elle l'a été accidentellement ou délibérément. 

### Conservation
Le paramo de Sumapaz est protégé depuis 1977 et fait partie du Parc national naturel de Sumapaz.